# Ingrid Remmers
Ingrid Remmers (nascida em 26 de março de 1965 - 9 de agosto de 2021) foi uma política alemã. Nascida em Ibbenbüren, North Rhine-Westphalia, ela representa a Esquerda. Ingrid Remmers actuou como membro do Bundestag do estado da Renânia do Norte-Vestfália de 2009 a 2013 e novamente a partir de 2017.

## Política
Ela foi membro do Bundestag de 2009 a 2013 e, mais tarde, voltou ao parlamento alemão após as eleições federais alemãs de 2017. Ela é membro do Comité de Transporte e Infraestrutura Digital.